# Raoul Sourzat
Jean Raoul Sourzat (* 1. März 1879 in Brive-la-Gaillarde; † 3. März 1965 ebendort) war ein französischer Turner.

## Leben und Karriere
Sourzat turnte für den Verein Société de Gymnastique La Gaillarde aus seiner zentralfranzösischen Heimatstadt Brive-la-Gaillarde. Er nahm an den zweiten Olympischen Sommerspielen 1900 in der Hauptstadt Paris teil, belegte in dem als „Championnat International de Gymnastique“ bezeichneten Einzelmehrkampf (dem einzigen ausgetragenen Wettbewerb im Turnen) den 108. Rang unter 135 Teilnehmern und erreichte dabei nach Austragung der sechzehn Disziplinen insgesamt 196 von 320 maximal möglichen Punkten.